# The King of Fighters 2002
The King of Fighters 2002 är ett fightingspel utvecklat av Eolith och publicerat av Eolith och Playmore, och utgivet 2002 som arkadspel och konsolspel. Spelet är det nionde i serien The King of Fighters.  Spelet porterades även till Sega Dreamcast, Playstation 2 och Xbox.

## Handling
Spelet innehåller 39 ordinarie figurer + 5 dolda figurer, av vilka vissa inte medverkat sedan The King of Fighters '98. Det finns också fem figurer exklusivt för versionerna till X-Box, PS2 och Sega Dreamcast: Shingo Yabuki, King, Geese Howard, Iori och Leopold Goenitz. Shingo och King finns tillgängliga i de versioner som inte utgavs till Neo Geo, medan Geese och övriga bland dessa figurer endast är tillgängliga i versionerna till PS2 och X-Box.

### Fotnoter
1. ↑  ”The King of Fighters 2002” (på engelska). The King Of Fighters Official Website. 24 mars 2002. Arkiverad från originalet den 31 mars 2009. https://www.webcitation.org/5fhEwAHar?url=http://kofaniv.snkplaymore.co.jp/english/history/history.php?num=kof2002. Läst 20 maj 2015.
2. ↑  ”The King of Fighters 2002: Challenge to Ultimate Battle” (på engelska). Mobygames. 24 mars 2002. http://www.mobygames.com/game/king-of-fighters-2002-challenge-to-ultimate-battle. Läst 20 maj 2015.